# セバスティアン・バタグリア
セバスティアン・アレハンドロ・バタグリア（Sebastián Alejandro Battaglia、1980年11月8日 - ）は、アルゼンチン・サンタフェ州サンタフェ出身の元同国代表サッカー選手、サッカー指導者。現役時代のポジションはミッドフィールダー。
なおBattagliaは原音ではバタグリアではなくバタッリャ、バタッリアなどと読むのが近い。

## 経歴
ボカ・ジュニアーズのユース出身で、1998年5月31日のヒムナシア・イ・ティロ戦でデビュー。2004年にはスペインのビジャレアルCFに移籍。フアン・ロマン・リケルメやロドルフォ・アルアバレーナなど同郷かつ元チームメートが在籍しているという環境であり彼自身はプレーしやすかったようだが、家庭の問題や十字靭帯の怪我などがあり、翌シーズンにはボカに復帰した。ボカの歴史上最高のタイトルホルダーであり、ギジェルモ・バロスケロットを超え最多の16タイトルを獲得している。
アルゼンチン代表では2005年にデビューするが、定着はしなかった。
現役引退後は指導者に転じ、2018年3月20日にクラブ・アルマグロの監督に就任した。
2021年8月17日、ボカ・ジュニアーズの監督に就任した。

## タイトル
ボカ・ジュニアーズ
- アルゼンチン・プリメーラ・ディビシオン
  - 前期リーグ - 優勝（2000年、2003年、2005年、2008年、2011年）
  - 後期リーグ - 優勝（1999年、2006年）
- コパ・リベルタドーレス - 優勝（2000年、2001年、2003年、2007年）
- トヨタカップ - 優勝（2000年、2003年）
- コパ・スダメリカーナ - 優勝（2005年）
- レコパ・スダメリカーナ - 優勝（2005年、2006年、2008年）
- コパ・アルヘンティーナ - 優勝（2012年）